# McLean's Scene
| Recensione | Giudizio |
| ---------- | -------- |
| AllMusic   | [ 1 ]    |

McLean's Scene è un album di Jackie McLean, pubblicato dalla New Jazz Records nell'aprile del 1959.

## Tracce
Lato A
1. Gone with the Wind – 7:28 (Allie Wrubel, Herbert Magidson) – Registrato il 14 dicembre 1956 al Van Gelder Studio di Hackensack, New Jersey
2. Our Love Is Here to Stay – 4:19 (Ira Gershwin, George Gershwin) – Registrato il 15 febbraio 1957 al Van Gelder Studio di Hackensack, New Jersey
3. Mean to Me – 8:46 (Fred Emil Ahlert, Roy Turk) – Registrato il 14 dicembre 1956 al Van Gelder Studio di Hackensack, New Jersey

Durata totale: 20:33
Lato B
1. McLean's Scene – 10:18 (Jackie McLean) – Registrato il 14 dicembre 1956 al Van Gelder Studio di Hackensack, New Jersey
2. Old Folks – 4:53 (Dedette Lee Hill, Willard Robinson) – Registrato il 15 febbraio 1957 al Van Gelder Studio di Hackensack, New Jersey
3. Outburst – 4:33 (Jackie McLean) – Registrato il 15 febbraio 1957 al Van Gelder Studio di Hackensack, New Jersey

Durata totale: 19:44

## Musicisti
Gone with the Wind / Mean to Me / McLean's Scene
- Jackie McLean - sassofono alto
- Bill Hardman - tromba
- Red Garland - pianoforte
- Paul Chambers - contrabbasso
- Art Taylor - batteria

Our Love Is Here to Stay / Old Folks / Outburst
- Jackie McLean - sassofono alto
- Mal Waldron - pianoforte
- Arthur Phipps - contrabbasso
- Art Taylor - batteria

Note aggiuntive
- Bob Weinstock - supervisore e produttore
- Registrazioni effettuate il 14 dicembre 1956 e 15 febbraio 1957 al Rudy Van Gelder Studios di Hackensack, New Jersey, Stati Uniti
- Rudy Van Gelder - ingegnere delle registrazioni